# Fioretta Gorini
Fioretta Gorini (c. 1453 – c. 1478) foi a amante (e talvez esposa) de Juliano de Médici, e mãe de seu filho ilegítimo, Júlio, o futuro Papa Clemente VIII.

## Família
Fioretta era a filha do armeiro, Antonio Goroni. Seu nome verdadeiro era Antonia ou Antonietta, sendo que Fioretta era um apelido. Baseado no seu sobrenome, é possível que ela não fosse originária de Florença. 

## Biografia
Juliano de Médici foi morto em 26 de abril de 1478, devido ao episódio conhecido como a Conspiração dos Pazzi. Ele era filho de Pedro de Cosme de Médici e de Lucrécia Tornabuoni, e portanto, irmão de Lourenço de Médici. Um mês depois, Fioretta deu a luz ao filho ilegítimo de Juliano, Júlio.
Não se sabe muito sobre a vida de Fioretta, e segundo alguns registros, ela morreu ainda em 1478, talvez tendo morrido no parto.
Provavelmente, Juliano se casou com Fioretta, pois, em 1513, alguns monges e o irmão de Fioretta confirmaram o casamento secreto deles. O casamento foi registrado no livro Regest Leonis X. A questão surgiu, no outono daquele ano, quando foi questionado se Júlio deveria ter a permissão de se tornar um cardeal da Igreja Católica; assim, segundo testemunhas, um casamento válido, embora secreto, entre os pais dele, tinha acontecido.
Júlio foi batizado pelo padrinho, Antonio da Sangallo, o Velho, arquiteto e amigo de Juliano, com quem passou os primeiros sete anos de vida. Mais tarde foi apresentado ao tio, Lourenço, o Magnífico, que o acolheu na família.

## Na cultura popular
- Fioretta talvez apareça na pintura Ritratto di giovane donna de Sandro Botticelli, que está preservada no Palácio Pitti, em Florença; no entanto, também há outras candidatas para musa da pintura: Simonetta Vespúcio, Clarice Orsini, Alfonsina Orsini, e Lucrécia Tornabuoni;[7]
- Pode ser que ela seja a mulher esculpida na Dama col mazzolino, de Andrea del Verrocchio; contudo, é possível que esta seja Lucrécia Donati, a amante de Lourenço de Médici;[4]
- Segundo especulações, Fioretta poderia ser a inspiração para Mona Lisa de Leonardo da Vinci.[5]
- Fioretta é interpretada pela atriz italiana Clara Baschetti na terceira temporada da série de televisão, Medici: Masters of Florence.